# Sogndal Fotball 2012
Questa voce raccoglie le informazioni riguardanti il Sogndal Fotball nelle competizioni ufficiali della stagione 2012.

## Stagione
Il Sogndal chiuse il campionato al 12º posto finale, raggiungendo la salvezza. L'avventura nella Coppa di Norvegia 2012 si concluse al primo turno, a causa della sconfitta per 3-0 sul campo del Florø. Malick Mané e Kenneth Udjus furono i calciatori più utilizzati in stagione, con 30 presenze. Il miglior marcatore fu invece Ulrik Flo, con 10 reti.

## Maglie e sponsor
Lo sponsor tecnico per la stagione 2012 fu Umbro, mentre lo sponsor ufficiale fu Sparebanken Vest. La divisa casalinga fu composta da una maglietta bianca con inserti neri, pantaloncini e calzettoni neri. Quella da trasferta era invece completamente nera, con inserti bianchi.
| Casa | Trasferta |

## Rosa
| N. |                           | Ruolo | Calciatore         |
| -- | ------------------------- | ----- | ------------------ |
| 1  | Norvegia (bandiera)       | P     | Kenneth Udjus      |
| 2  | Estonia (bandiera)        | D     | Taijo Teniste      |
| 3  | Norvegia (bandiera)       | A     | Azar Karadas       |
| 4  | Finlandia (bandiera)      | D     | Hannu Patronen     |
| 5  | Norvegia (bandiera)       | D     | Per Egil Flo       |
| 6  | Costa d'Avorio (bandiera) | C     | Ahyee Aye Elvis    |
| 7  | Norvegia (bandiera)       | C     | Henrik Furebotn    |
| 8  | Norvegia (bandiera)       | C     | Ulrik Flo          |
| 9  | Norvegia (bandiera)       | C     | Eirik Bakke        |
| 10 | Norvegia (bandiera)       | C     | Ørjan Hopen        |
| 11 | Brasile (bandiera)        | A     | Ricardo Santos     |
| 12 | Senegal (bandiera)        | C     | Stéphane Badji     |
| 14 | Norvegia (bandiera)       | D     | Espen Næss Lund    |
| 15 | Norvegia (bandiera)       | A     | Joakim Rudolfsen   |
| 16 | Norvegia (bandiera)       | D     | Eivind Daniel Røed |
| 17 | Norvegia (bandiera)       | D     | Gustav Valsvik     |
| 19 | Norvegia (bandiera)       | A     | Tore André Flo     |

| N. |                               | Ruolo | Calciatore          |
| -- | ----------------------------- | ----- | ------------------- |
| 18 | Norvegia (bandiera)           | A     | Stian Dyngeland     |
| 20 | Norvegia (bandiera)           | D     | Thomas Eriksen Ness |
| 21 | Norvegia (bandiera)           | P     | Leif Lysne          |
| 22 | Norvegia (bandiera)           | C     | Stefan Aase         |
| 23 | Danimarca (bandiera)          | C     | Tonny Brochmann     |
| 24 | Norvegia (bandiera)           | C     | Eirik Skaasheim     |
| 25 | Norvegia (bandiera)           | C     | Ruben Holsæter      |
| 26 | Senegal (bandiera)            | A     | Malick Mané         |
| 27 | Norvegia (bandiera)           | C     | Peter Aase          |
| 28 | Macedonia del Nord (bandiera) | D     | Jasmin Mecinović    |
| 29 | Norvegia (bandiera)           | P     | Mathias Dyngeland   |
| 31 | Norvegia (bandiera)           | P     | Geir Stenehjem      |
| 32 | Norvegia (bandiera)           | C     | Sindre Rydvang      |
| 33 | Norvegia (bandiera)           | C     | Bjørnar Hove        |
| 34 | Norvegia (bandiera)           | C     | Runar Heggestad     |
| 35 | Norvegia (bandiera)           | C     | Karsten Bjelde      |

## Calciomercato

### Sessione invernale(dal 01/01 al 31/03)
| Acquisti | Acquisti         | Acquisti         | Acquisti   |
| R.       | Nome             | da               | Modalità   |
| -------- | ---------------- | ---------------- | ---------- |
| D        | Jasmin Mecinović | Sheriff Tiraspol | definitivo |
| D        | Hannu Patronen   | svincolato       |            |
| C        | Stéphane Badji   | Casa Sports      | definitivo |

| Cessioni | Cessioni             | Cessioni    | Cessioni   |
| R.       | Nome                 | a           | Modalità   |
| -------- | -------------------- | ----------- | ---------- |
| P        | Joseph Bendik        |             | svincolato |
| D        | Vegar Gjermundstad   | Hønefoss    | definitivo |
| D        | Even Hovland         | Molde       | definitivo |
| D        | Isak Scheel          |             | svincolato |
| C        | Peter Aase           | Florø       | prestito   |
| C        | Stefan Aase          | Florø       | prestito   |
| C        | Mats Solheim         |             | svincolato |
| A        | Ole Jørgen Halvorsen | Fredrikstad | definitivo |
| A        | Cato Hansen          |             | svincolato |

### Sessione estiva(dal 01/08 al 31/08)
| Acquisti | Acquisti       | Acquisti   | Acquisti      |
| R.       | Nome           | da         | Modalità      |
| -------- | -------------- | ---------- | ------------- |
| C        | Peter Aase     | Florø      | fine prestito |
| C        | Stefan Aase    | Florø      | fine prestito |
| A        | Azar Karadas   | Kasımpaşa  | definitivo    |
| A        | Ricardo Santos | Djurgården | definitivo    |

| Cessioni | Cessioni         | Cessioni | Cessioni   |
| R.       | Nome             | a        | Modalità   |
| -------- | ---------------- | -------- | ---------- |
| D        | Espen Næss Lund  | Strømmen | prestito   |
| D        | Jasmin Mecinović | Eger     | definitivo |
| A        | Tore André Flo   |          | ritiro     |

## Risultati

### Eliteserien

#### Girone di andata
| Arbitro: | Johnsen (Tønsberg) |

|  |           |                                           |
|  | Marcatori | 45’, 64’ Brochmann 57’ Hopen 71’ Furebotn |

| Sogndal 1º aprile 2012, ore 18:00 2ª giornata | Sogndal        | 0 – 0 referto | Hønefoss | Fosshaugane Campus (3.886 spett.)\| Arbitro: \| Kjensli (Oslo) \| |
| Arbitro:                                      | Kjensli (Oslo) |               |          |                                                                   |

| Trondheim 9 aprile 2012, ore 18:00 3ª giornata | Rosenborg      | 0 – 0 referto | Sogndal | Lerkendal Stadion (12.784 spett.)\| Arbitro: \| Sælen (Bergen) \| |
| Arbitro:                                       | Sælen (Bergen) |               |         |                                                                   |

| Arbitro: | Helgerud (Lier) |

|          |           |               |
| Mane 10’ | Marcatori | 73’ Søderlund |

| Arbitro: | Edvartsen (Hamar) |

|  |           |                           |
|  | Marcatori | 14’ Valsvik 25’ Brochmann |

| Arbitro: | Døvle (Larvik) |

|                              |           |             |
| Linnes 73’ (aut.) U. Flo 76’ | Marcatori | 20’ Moström |

| Arbitro: | Moen (Haugesund) |

|                                 |           |  |
| Sankoh 42’ Aas 60’ Diomande 81’ | Marcatori |  |

| Arbitro: | Sælen (Bergen) |

|              |           |                              |
| Patronen 90’ | Marcatori | 13’ Danielsen 81’ Sigurðsson |

| Arbitro: | Moen (Haugesund) |

|                                                     |           |  |
| Bentley 52’ Mjelde 57’ Ojo 60’ Barmen 63’ Askar 90’ | Marcatori |  |

| Arbitro: | Hafsås (Trondheim) |

|                 |           |  |
| Sigurðarson 90’ | Marcatori |  |

| Sogndal 23 maggio 2012, ore 19:00 11ª giornata | Sogndal        | 0 – 0 referto | Sandnes Ulf | Fosshaugane Campus (3.545 spett.)\| Arbitro: \| Kjensli (Oslo) \| |
| Arbitro:                                       | Kjensli (Oslo) |               |             |                                                                   |

| Arbitro: | Staberg (Harstad) |

|                        |           |                 |
| Post 51’ Arnefjord 90’ | Marcatori | 27’, 60’ U. Flo |

| Arbitro: | Berntsen (Vang) |

|            |           |                                     |
| U. Flo 61’ | Marcatori | 25’ Jabbie 30’ Tveter 85’ Halvorsen |

| Arbitro: | Kjensli (Oslo) |

|              |           |             |
| Ondrášek 65’ | Marcatori | 90’ Valsvik |

| Arbitro: | Helgerud (Lier) |

|                              |           |                |
| U. Flo 5’, 53’ Brochmann 64’ | Marcatori | 13’ Stokkelien |

#### Girone di ritorno
| Haugesund 20 luglio 2012, ore 19:00 16ª giornata | Haugesund      | 0 – 0 referto | Sogndal | Haugesund Stadion (4.554 spett.)\| Arbitro: \| Døvle (Larvik) \| |
| Arbitro:                                         | Døvle (Larvik) |               |         |                                                                  |

| Arbitro: | Nilsen |

|  |           |            |
|  | Marcatori | 75’ Børven |

| Arbitro: | Døvle (Larvik) |

|                      |           |               |
| Linnes 27’ Chima 62’ | Marcatori | 48’ Brochmann |

| Arbitro: | Edvartsen (Hamar) |

|  |           |                                            |
|  | Marcatori | 70’ (rig.), 75’ (rig.) Dočkal 90’ Chibuike |

| Arbitro: | Sandmoen (Kjelsås) |

|                                             |           |                    |
| Gytkjær 29’ Þorsteinsson 50’ Torsteinbø 68’ | Marcatori | 19’ Ricardo Santos |

| Arbitro: | Staberg (Harstad) |

|                    |           |           |
| Ricardo Santos 75’ | Marcatori | 73’ Keita |

| Arbitro: | Sælen (Bergen) |

|                              |           |           |
| Karadas 25’ (aut.) Pusic 66’ | Marcatori | 9’ U. Flo |

| Arbitro: | Johnsen (Tønsberg) |

|                 |           |  |
| Ciss 18’ (aut.) | Marcatori |  |

| Hønefoss 30 settembre 2012, ore 18:00 24ª giornata | Hønefoss          | 0 – 0 referto | Sogndal | AKA Arena (2.328 spett.)\| Arbitro: \| Edvartsen (Hamar) \| |
| Arbitro:                                           | Edvartsen (Hamar) |               |         |                                                             |

| Arbitro: | Staberg (Harstad) |

|          |           |  |
| Mane 90’ | Marcatori |  |

| Arbitro: | Hansen (Feda) |

|                       |           |            |
| Bjørdal 26’ Nisja 82’ | Marcatori | 48’ U. Flo |

| Arbitro: | Kjensli (Oslo) |

|               |           |          |
| Dyngeland 82’ | Marcatori | 4’ James |

| Arbitro: | Sælen (Bergen) |

|              |           |  |
| Patronen 90’ | Marcatori |  |

| Arbitro: | Helgerud (Lier) |

|                      |           |            |
| Boli 18’ Jalasto 23’ | Marcatori | 55’ U. Flo |

| Arbitro: | Berntsen (Vang) |

|                      |           |  |
| U. Flo 42’ Hopen 83’ | Marcatori |  |

### Coppa di Norvegia
| 1º maggio 2012, ore 18:00 Primo turno                               | Florø     | 3 – 0 referto | Sogndal |  |
| \| \| \| \| \| S. Aase 24’ Solheim 48’ Tansø 75’ \| Marcatori \| \| |           |               |         |  |
|                                                                     |           |               |         |  |
| S. Aase 24’ Solheim 48’ Tansø 75’                                   | Marcatori |               |         |  |

## Statistiche

### Statistiche di squadra
| Competizione      | Punti | In casa | In casa | In casa | In casa | In casa | In casa | In trasferta | In trasferta | In trasferta | In trasferta | In trasferta | In trasferta | Totale | Totale | Totale | Totale | Totale | Totale | DR  |
| Competizione      | Punti | G       | V       | N       | P       | Gf      | Gs      | G            | V            | N            | P            | Gf           | Gs           | G      | V      | N      | P      | Gf     | Gs     | DR  |
| ----------------- | ----- | ------- | ------- | ------- | ------- | ------- | ------- | ------------ | ------------ | ------------ | ------------ | ------------ | ------------ | ------ | ------ | ------ | ------ | ------ | ------ | --- |
| Eliteserien       | 34    | 15      | 6       | 5       | 4       | 15      | 14      | 15           | 2            | 5            | 8            | 14           | 23           | 30     | 8      | 10     | 12     | 29     | 37     | -8  |
| Coppa di Norvegia | -     | 0       | 0       | 0       | 0       | 0       | 0       | 1            | 0            | 0            | 1            | 0            | 3            | 1      | 0      | 0      | 1      | 0      | 3      | -3  |
| Totale            | -     | 15      | 6       | 5       | 4       | 15      | 14      | 16           | 2            | 5            | 9            | 14           | 26           | 31     | 8      | 10     | 13     | 29     | 40     | -11 |

### Statistiche dei giocatori
| Giocatore    | Eliteserien | Eliteserien | Eliteserien | Eliteserien | Coppa di Norvegia | Coppa di Norvegia | Coppa di Norvegia | Coppa di Norvegia | Totale   | Totale | Totale      | Totale     |
| Giocatore    | Presenze    | Reti        | Ammonizioni | Espulsioni  | Presenze          | Reti              | Ammonizioni       | Espulsioni        | Presenze | Reti   | Ammonizioni | Espulsioni |
| ------------ | ----------- | ----------- | ----------- | ----------- | ----------------- | ----------------- | ----------------- | ----------------- | -------- | ------ | ----------- | ---------- |
| S. Aase      | 0           | 0           | 0           | 0           | 0                 | 0                 | 0                 | 0                 | 0        | 0      | 0           | 0          |
| P. Aase      | 2           | 0           | 0           | 0           | 0                 | 0                 | 0                 | 0                 | 2        | 0      | 0           | 0          |
| S. Badji     | 24          | 0           | 6           | 0           | 1                 | 0                 | 0                 | 0                 | 25       | 0      | 6           | 0          |
| E. Bakke     | 19          | 0           | 2           | 1           | 1                 | 0                 | 0                 | 0                 | 20       | 0      | 2           | 1          |
| K. Bjelde    | 0           | 0           | 0           | 0           | 0                 | 0                 | 0                 | 0                 | 0        | 0      | 0           | 0          |
| M. Dyngeland | 0           | 0           | 0           | 0           | 0                 | 0                 | 0                 | 0                 | 0        | 0      | 0           | 0          |
| S. Dyngeland | 13          | 1           | 1           | 0           | 1                 | 0                 | 0                 | 0                 | 14       | 1      | 1           | 0          |
| A. Elvis     | 14          | 0           | 0           | 0           | 1                 | 0                 | 1                 | 0                 | 15       | 0      | 1           | 0          |
| P. Flo       | 16          | 0           | 1           | 0           | 0                 | 0                 | 0                 | 0                 | 16       | 0      | 1           | 0          |
| T. Flo       | 13          | 0           | 0           | 0           | 1                 | 0                 | 0                 | 0                 | 14       | 0      | 0           | 0          |
| U. Flo       | 27          | 10          | 2           | 1           | 1                 | 0                 | 0                 | 0                 | 28       | 10     | 2           | 1          |
| H. Furebotn  | 26          | 1           | 5           | 0           | 1                 | 0                 | 0                 | 0                 | 27       | 1      | 5           | 0          |
| R. Heggestad | 0           | 0           | 0           | 0           | 0                 | 0                 | 0                 | 0                 | 0        | 0      | 0           | 0          |
| R. Holsæter  | 14          | 0           | 1           | 0           | 1                 | 0                 | 0                 | 0                 | 15       | 0      | 1           | 0          |
| Ø. Hopen     | 26          | 2           | 5           | 0           | 1                 | 0                 | 0                 | 0                 | 27       | 2      | 5           | 0          |
| B. Hove      | 0           | 0           | 0           | 0           | 0                 | 0                 | 0                 | 0                 | 0        | 0      | 0           | 0          |
| A. Karadas   | 7           | 0           | 1           | 0           | 0                 | 0                 | 0                 | 0                 | 7        | 0      | 1           | 0          |
| E. Lund      | 2           | 0           | 0           | 0           | 0                 | 0                 | 0                 | 0                 | 2        | 0      | 0           | 0          |
| L. Lysne     | 2           | 0           | 0           | 0           | 1                 | 0                 | 0                 | 0                 | 3        | 0      | 0           | 0          |
| M. Mane      | 30          | 2           | 2           | 0           | 0                 | 0                 | 0                 | 0                 | 30       | 2      | 2           | 0          |
| J. Mecinović | 2           | 0           | 0           | 0           | 0                 | 0                 | 0                 | 0                 | 2        | 0      | 0           | 0          |
| T. Ness      | 0           | 0           | 0           | 0           | 0                 | 0                 | 0                 | 0                 | 0        | 0      | 0           | 0          |
| H. Patronen  | 28          | 2           | 2           | 0           | 0                 | 0                 | 0                 | 0                 | 28       | 2      | 2           | 0          |
| J. Rudolfsen | 0           | 0           | 0           | 0           | 0                 | 0                 | 0                 | 0                 | 0        | 0      | 0           | 0          |
| S. Rydvang   | 0           | 0           | 0           | 0           | 0                 | 0                 | 0                 | 0                 | 0        | 0      | 0           | 0          |
| R. Santos    | 13          | 2           | 1           | 0           | 0                 | 0                 | 0                 | 0                 | 13       | 2      | 1           | 0          |
| E. Skaasheim | 25          | 0           | 1           | 0           | 1                 | 0                 | 0                 | 0                 | 26       | 0      | 1           | 0          |
| G. Stenehjem | 0           | 0           | 0           | 0           | 0                 | 0                 | 0                 | 0                 | 0        | 0      | 0           | 0          |
| T. Teniste   | 24          | 0           | 4           | 0           | 1                 | 0                 | 0                 | 0                 | 25       | 0      | 4           | 0          |
| K. Udjus     | 30          | 0           | 2           | 0           | 0                 | 0                 | 0                 | 0                 | 30       | 0      | 2           | 0          |
| G. Valsvik   | 27          | 2           | 1           | 0           | 1                 | 0                 | 0                 | 0                 | 28       | 2      | 1           | 0          |